# Harpactirella karrooica
Harpactirella karrooica är en spindelart som beskrevs av William Frederick Purcell 1902. Harpactirella karrooica ingår i släktet Harpactirella och familjen fågelspindlar. Inga underarter finns listade i Catalogue of Life.